# Forêt domaniale de la Harth
Forêt domaniale de la Harth este o arie protejată (arie de protecție specială avifaunistică — SPA) din Franța întinsă pe o suprafață de 13.039,56 ha, integral pe uscat.

## Localizare
Centrul sitului Forêt domaniale de la Harth este situat la coordonatele 47°50′15″N 7°27′24″E / 47.8375°N 7.45667°E.

## Înființare
Situl Forêt domaniale de la Harth a fost declarat arie de protecție specială avifaunistică în baza directivei 79/409 din 1979 referitoare la conservarea păsărilor sălbatice pentru a proteja 9 specii de animale.

## Biodiversitate
Situată în ecoregiunea continentală, aria protejată nu include niciun habitat protejat.
La baza desemnării sitului se află mai multe specii protejate de  păsări (9): caprimulg (Caprimulgus europaeus), erete vânăt (Circus cyaneus), ciocănitoarea de stejar (Dendrocopos medius), ciocănitoare neagră (Dryocopus martius), sfrâncioc roșiatic (Lanius collurio), gaia neagră (Milvus migrans), gaia roșie (Milvus milvus), viespar (Pernis apivorus), ciocănitoare verzuie (Picus canus).
Pe lângă speciile protejate, pe teritoriul sitului au mai fost identificate 22 de specii de păsări.